# Pax Christi

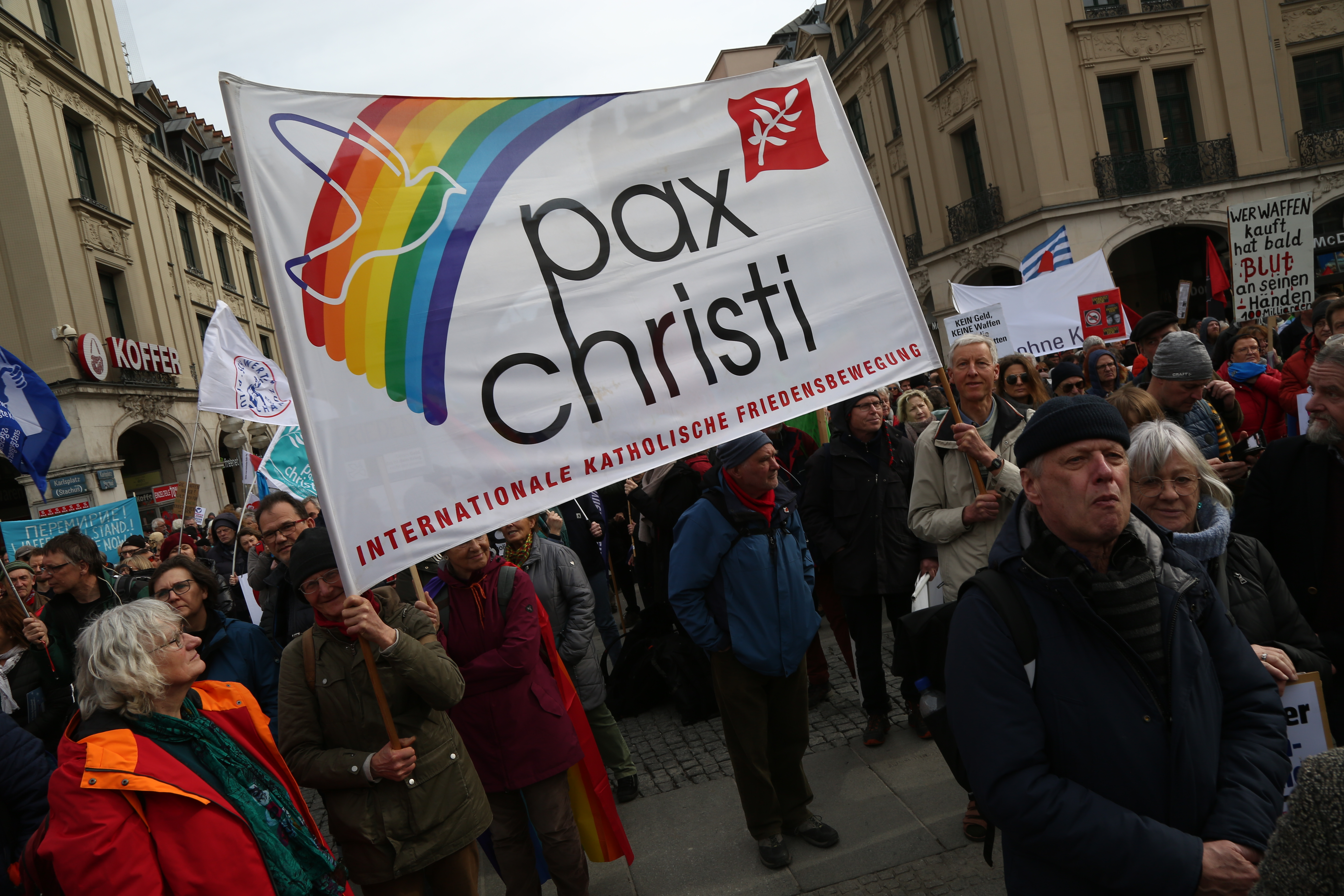
Transparent von Pax Christi auf der Demonstration gegen die Sicherheitskonferenz in München 2023

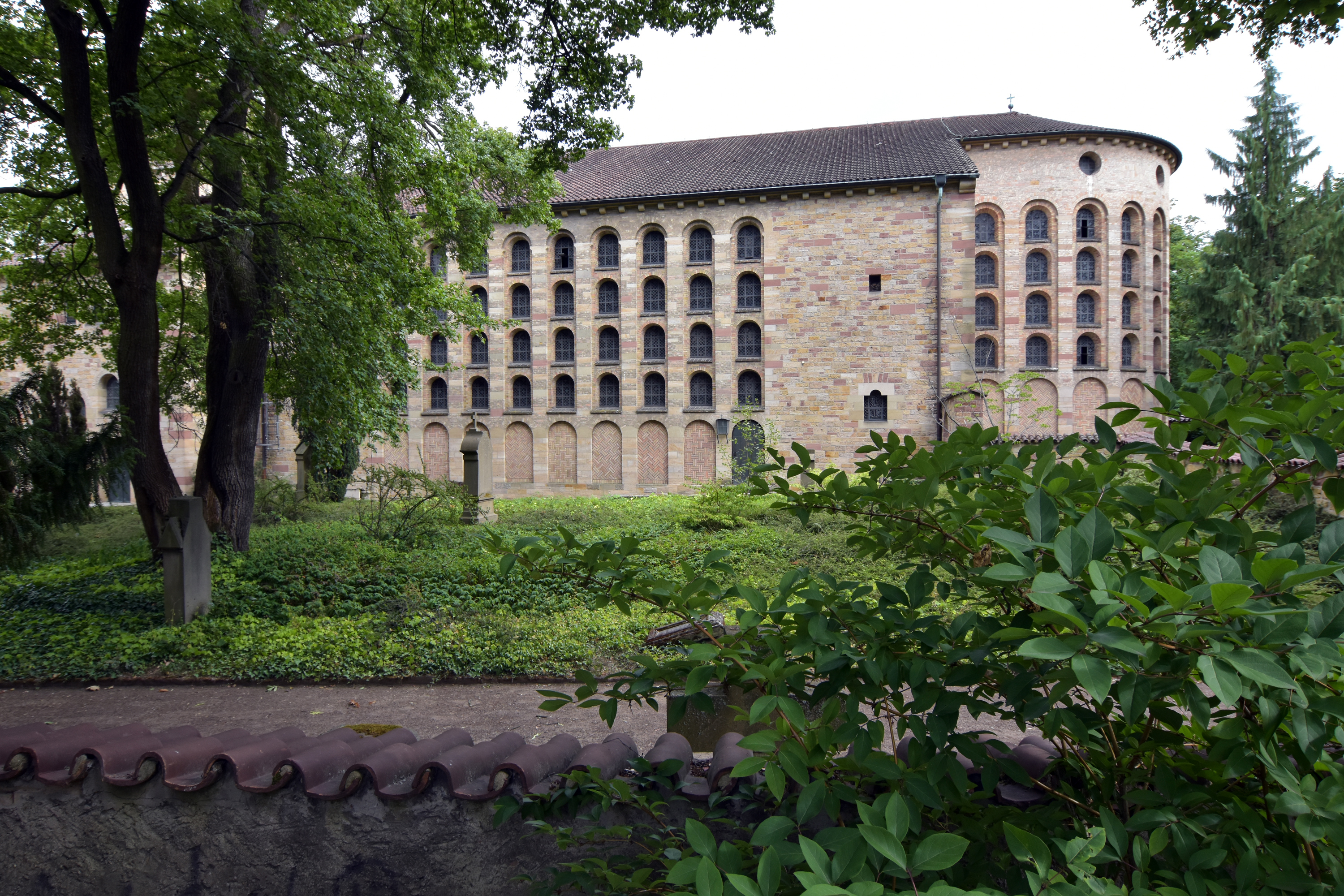
Die Friedenskirche St. Bernhard in Speyer wurde 1953/54 als Zeichen der Versöhnung zwischen Franzosen und Deutschen gebaut. Die Hälfte der Baukosten spendeten französische Katholiken. In der Krypta befindet sich die Pax-Christi-Kapelle. Die Namen und Wappen von 42 Ländern, in denen sich bis 1944 Menschen der Pax-Christi-Bewegung angeschlossen hatten, sind in Strichzeichnungen auf den beiden Mittelsäulen der Krypta von St. Bernhard zu sehen. In kleinen Wandnischen sollen außerdem Steine aus allen Erdteilen die Sehnsucht nach einem friedlichen Zusammenleben der Völker symbolisieren. In der Kirche wird auch Erde von Schlachtfeldern der beiden Weltkriege als Mahnung und Gedenken an die Opfer aufbewahrt. Seit der Zusammenfassung der fünf Speyrer Pfarreien am 1. Januar 2016 trägt diese Pfarrei den Namen Pax Christi.

Pax Christi („Friede Christi“) ist die internationale katholische Organisation der Friedensbewegung, die sich heute jedoch als ökumenisch offen versteht. Der Name der Bewegung ist zurückzuführen auf das Leitwort, das Papst Pius XI. seinem Pontifikat 1922 gab: Pax Christi in regno Christi („Der Friede Christi in Christi Reich“). Sitz ist Paris.

## Geschichte
Die Organisation entstand zum Ende des Zweiten Weltkriegs in Frankreich, zunächst als „Kreuzzug des Gebets um Versöhnung“ und um die Heilung Deutschlands von den spirituellen und moralischen Auswirkungen der Zeit des Nationalsozialismus. Diese Bewegung ging von einigen Laien um die Lehrerin Marie-Marthe Dortel-Claudot aus, einer engagierten Katholikin in Südfrankreich, die bis 1950 die erste internationale Generalsekretärin war. Sie wurde gefördert von Bischof Pierre-Marie Théas von Montauban, der die deutsch-französische Aussöhnung zu seinem Anliegen gemacht hatte.
Vierzig französische Bischöfe unterzeichneten noch vor Kriegsende den Aufruf zu einem gemeinsamen „Kreuzzug der Versöhnung zwischen Deutschland und Frankreich“. In Deutschland wurde der Aufruf aufgegriffen und verbreitet. Viele Wallfahrten waren Zeichen der Buße und des Umkehrwillens. Bald wurde der Name der Bewegung in das neutralere Pax Christi geändert.
Nach Kriegsende engagierte sich Bischof Théas (bis 1950 Pax-Christi-Präsident), seit 1947 Bischof von Lourdes, für die Entlassung deutscher Kriegsgefangener. Bald fand Pax Christi auch in Deutschland Anhänger; der Schwerpunkt der Arbeit war zunächst die deutsch-französische Aussöhnung, wobei das gemeinsame Gebet und gemeinsame Wallfahrten eine große Rolle spielten.
Schon 1946 fand im französischen Wallfahrtsort Vézelay die „Croisade de la Paix“ (Kreuzzug für den Frieden) mit insgesamt 40.000 Teilnehmern aus Belgien, Spanien, der Schweiz, Italien, Luxemburg, Kanada, den USA und Frankreich statt, die 14 schwere Holzkreuze als Zeichen ihres Wunsches nach Frieden und Versöhnung nach Vézelay trugen. Auf Initiative französischer Priester wurden auch die bei der Vorbereitung der Veranstaltung eingesetzten deutschen Kriegsgefangenen aus einem nahe gelegenen Lager eingeladen, daran teilzunehmen. Sie brachten das 15. Kreuz mit, das als Kreuz der Deutschen mit eingereiht wurde.
Im Februar 1947 fand in Lourdes ein erstes Treffen unter dem Namen Pax Christi statt, zu dem auch 17 Deutsche – unter ihnen der Kapuzinerpater Manfred Hörhammer – eingeladen waren. Auf Initiative von Bischof Théas konnten sie auf dem Rückweg von nun entlassenen deutschen Kriegsgefangenen begleitet werden.
Vom 1. bis zum 4. April 1948 fand der erste internationale Kongress der Vereinigung als Arbeitstagung im niederrheinischen Marienwallfahrtsort Kevelaer statt, dessen grenznahe Lage und dessen Entstehung im Dreißigjährigen Krieg der jungen Bewegung gute Anknüpfungspunkte boten. Dort wurde am 3. April 1948 auch die formelle Gründung des deutschen Zweiges vollzogen.
Die deutsche Sektion übernahm später auch die Nachfolge des 1919 gegründeten Friedensbundes Deutscher Katholiken, einer Gründung von Max Joseph Metzger aus der Zeit nach dem Ersten Weltkrieg.
Nach dem Koreakrieg orientierte sich die katholische Kirche in Deutschland antikommunistisch. Pazifistische Bestrebungen wurden verdächtigt, einen „Frieden um jeden Preis“ zu wollen, also dem Kommunismus gegenüber zu tolerant zu sein. Die Debatte um den genauen Inhalt des katholischen Pazifismus, der im Konzilsdokument Gaudium et Spes von 1965 die völlige Abschaffung des Krieges zum verbindlichen Ziel erklärt, dauert seither noch an.
Zu den prägenden Gestalten der ersten Zeit gehörten in Deutschland Manfred Hörhammer als „Geistlichem Beirat“ und Alfons Erb als Vizepräsident der Bewegung, der dazu beitrug, dass sich Pax Christi in den 1960er-Jahren auch der Verständigung mit dem polnischen Katholizismus und der Auseinandersetzung mit den von Deutschen im Zweiten Weltkrieg in Osteuropa begangenen Verbrechen zuwandte. Aus dieser Arbeit erwuchs die Initiative zur Gründung des Maximilian-Kolbe-Werks durch Pax Christi und andere Träger. Prägend für das Engagement in der Erinnerungsarbeit an die Shoah wurde die langjährige Vizepräsidentin Gisela Wiese.
In den 1970er-Jahren öffnete sich die deutsche Sektion von Pax Christi zunehmend dem Nord-Süd-Dialog und ökumenischen Anliegen. Während der Nachrüstungsdebatte (1979–1984) positionierte sich Pax Christi eindeutig auf Seiten der politischen Friedensbewegung und rief 1986 auch dazu auf, die Kriegsdienstverweigerung als Instrument zur Überwindung der „Systeme“ einzusetzen. Die weltpolitische Lage änderte sich jedoch schneller als zu vermuten war: Wiederum in Kevelaer rief 1988 der damalige Präsident von Pax Christi International, Franz Kardinal König, beispielsweise dazu auf, die Initiativen von Michail Gorbatschow ernst zu nehmen. Über den Einsatz bewaffneter Natotruppen 1996/97 kam es unter dem Eindruck des Massakers von Srebrenica zu heftigen, polarisierenden Auseinandersetzungen innerhalb der Mitglieder der deutschen Sektion.
Seither bemüht sich die Bewegung um neue Arbeitsschwerpunkte, teils mit gutem Erfolg, teils etwas abseits der öffentlichen Wahrnehmung. Zum Kongress 2008 in Berlin, zum 60. Jubiläum der deutschen Sektion, sandte Kardinalstaatssekretär Tarcisio Bertone eine Grußbotschaft, mit der an das Leitwort von Papst Pius XI. als Maßstab katholischer Friedensbewegung erinnert wird: Pax Christi in regno Christi, das der Bewegung 1945 ihren Namen gab.
Im Juni 2017 trat der Linzer Bischof Manfred Scheuer als Präsident von Pax Christi Österreich nach einem Vortrag des palästinensischen Botschafters Salah Abdel-Shafi aus Anlass des 50. Jahrestages der israelischen Besetzung des Westjordanlands und Ostjerusalems zurück. Vertreter der israelitischen Kultusgemeinde hatten zuvor die Veranstaltung in Linz als antisemitisch qualifiziert. Pax Christi wies diese Behauptung zurück und verwies auf einen Videomitschnitt der Veranstaltung. In einer Stellungnahme wurde auch auf die missbräuchliche Verwendung des Begriffs „Antisemitismus“ als Instrument der politischen Auseinandersetzung verwiesen und festgehalten: „Wenn Pax Christi gerade jetzt zum 50. Jahrestag der israelischen Besetzung Palästinas für das Ende dieser Besatzung und für die Zweistaatenlösung eintritt, so hat das nichts mit „Antisemitismus“ zu tun, sondern ist Ausdruck unseres grundlegenden Bekenntnisses zu Frieden, Gewaltfreiheit, Völkerrecht und Menschenrechten.“
Im Februar 2023 besuchte eine Pax-Christi-Delegation aus sechs Ländern, darunter Deutschland, das Heilige Land. In einer anschließend veröffentlichten Erklärung verurteilte Pax Christi International (PCI) Israels Vorgehen gegen die Palästinenser als Militärbesatzung. Darin hieß es: „Was wir gesehen haben, ist die Brutalität eines Unterdrückers, ein diskriminierendes System, das jeden Aspekt des palästinensischen Lebens kontrolliert und die Frage aufwirft, ob dies nicht Apartheid ist.“ Was die Gruppe in den von Israel besetzten Gebieten sah, sei „ein vorsätzlicher Plan, eine Gruppe von Menschen zugunsten einer anderen zu entrechten“, so die Delegation unter Verweis auf den zunehmenden israelischen Siedlungsbau in den besetzten palästinensischen Gebieten sowie harte israelische Maßnahmen gegen die palästinensische Bevölkerung.
Im Jahr 2024 forderte Pax Christi die deutsche Bundesregierung auf, Palästina als Staat anzuerkennen.
Im September 2024 wurde in Rom das „Katholische Institut für Gewaltfreiheit“ (Catholic Institute for Nonviolance) in Trägerschaft von Pax Christi International gegründet. Es soll Forschung, Ressourcen und Erfahrungen im Bereich der Gewaltfreiheit für katholische Kirchenführer, Gemeinschaften und Institutionen zugänglicher machen.

## Struktur
Pax Christi International ist in nationale Sektionen unterteilt. Solche Sektionen gibt es in den meisten west- und mitteleuropäischen Staaten, außerdem in den USA, in Australien und Neuseeland. In den afrikanischen Staaten gibt es dagegen bislang nur „assoziierte Gruppen“, die noch nicht den Status eigenständiger Sektionen erreicht haben. Denselben Status haben auch Pax Christi Warszawa und Pax Christi Ungarn. Daneben gibt es ein weites Spektrum angegliederter („affiliated“) Organisationen und offizieller Partnerorganisationen in Osteuropa, Asien, Nahost, Afrika und Lateinamerika.
Im internationalen Rahmen gilt Pax Christi unabhängig von der geschilderten Kritik weiterhin als die offizielle katholische Friedensbewegung. Die Co-Präsidenten von Pax Christi International sind seit 2019 Schwester Teresia Wamuyu Wachira, Loretoschwester aus Kenia, und Marc Stenger, emeritierter Bischof von Troyes (Frankreich). Pax Christi International ist Mitglied der Internationalen Koordination für die Dekade für eine Kultur des Friedens und der Gewaltfreiheit für die Kinder der Welt (2001–2010). Das Internationale Sekretariat von Pax Christi befindet sich in Brüssel. Hier arbeiten einige Festangestellte und immer wieder Freiwillige für ein bis zwei Jahre. Die Freiwilligen rekrutieren sich aus den einzelnen Landessektionen bzw. von Partnerorganisationen wie z. B. ASF (Aktion Sühnezeichen Friedensdienste). Generalsekretärin ist Margaretha Vanaerschot.

### Deutschland

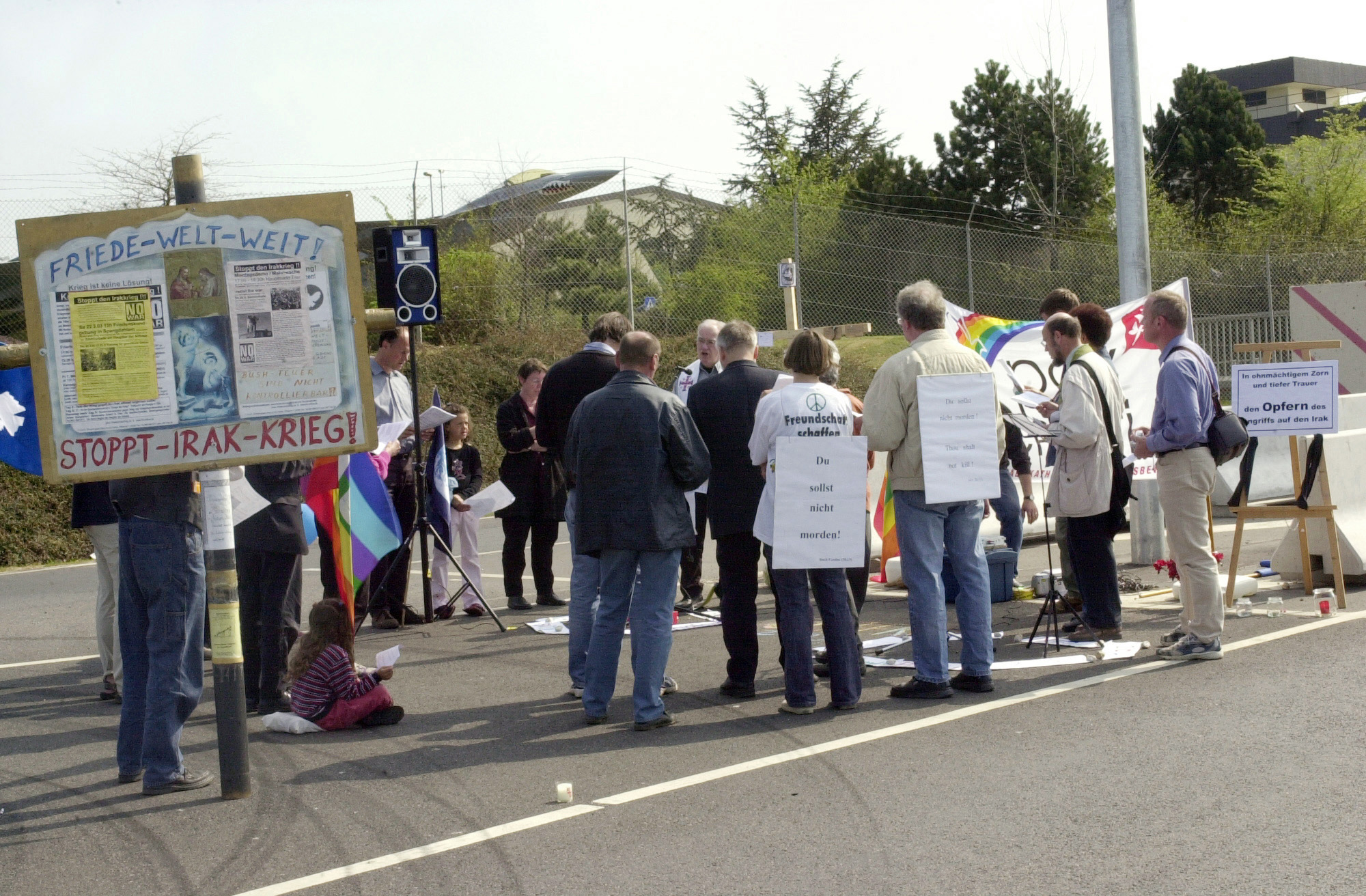
Anti-Irakkrieg-Proteste vor dem Haupttor der US-amerikanischen Spangdahlem Air Base im April 2003

Die deutsche Sektion ist wie einige andere Sektionen unterhalb der Sektionsebene in Diözesanverbände – früher „Bistumsstellen“ – aufgeteilt, die der römisch-katholischen Diözesanstruktur folgen; im Bistum Osnabrück und dem Erzbistum Hamburg besteht ein gemeinsamer Regionalverband, für die Bistümer Dresden-Meißen, Magdeburg, Erfurt und Görlitz der „Regionalverband Ost“. Während der 1980er-Jahre existierte zudem eine breite Struktur regionaler und lokaler „Basisgruppen“, die mittlerweile aber stark ausgedünnt ist. Neben diesen lokal orientierten Gruppen gibt es in einigen Bistumsstellen auch thematisch orientierte, bistumsweite Arbeitsgruppen. Höchstes Gremium der Sektion ist die Delegiertenversammlung, die unter anderem den Vorsitzenden und die Vorsitzende, weitere Vorstandsmitglieder sowie die Mitglieder der Kommissionen wählen. Letztere arbeiten bundesweit zu verschiedenen Themen, wozu sie von der Delegiertenversammlung ihren Arbeitsauftrag erhalten. Der Präsident der Sektion wird auf Vorschlag von Pax Christi durch die Deutsche Bischofskonferenz ernannt; gegenwärtig ist dies der Bischof von Mainz, Peter Kohlgraf (seit 2019). Für die deutsche Sektion stehen neben der Beschäftigung mit der Situation in Nahost und der Mitarbeit in Pax Christi International die Asyl- und Flüchtlingsarbeit, das Engagement für den Zivilen Friedensdienst sowie Aktionen gegen den Rüstungsexport (Aktion Aufschrei) im Vordergrund. Seit 1997 wurden Friedens- und Versöhnungsprojekte in Bosnien, Kroatien, dem Kosovo aufgebaut, seit 2005 gibt es ein Projekt des Zivilen Friedensdienstes (ZFD) auf den Philippinen und seit Anfang 2006 ein ZFD-Projekt im Norden Sri Lankas. Zudem gehört die deutsche Sektion zu einer der teilnehmenden Organisationen der Free-Gaza-Bewegung. Am 10. Juni 2011 schrieb Pax Christi einen Offenen Brief, den Vertreter anderer Friedensorganisationen mitunterzeichneten, um die Palästinapolitik Israels kritisierende Stimmen in der Partei Die Linke zu unterstützen. Die einzelnen Bistumsstellen, die sehr große Autonomie haben, verfolgen zum Teil weitere, eigene Schwerpunkte.
Im November 2011 wurde Pax Christi direkt von Axel H.A. Holst, dem Repräsentanten der Deutsch-Israelischen Gesellschaft Aachen e. V. auf dem zweiten Israelkongress, kritisiert, da Pax Christi offen Sympathien für die Familien von Palästinensern gezeigt hatte, die im Austausch gegen den Israeli Gilad Schalit freigelassen worden waren.
Anfang 2017 gab der Verband der Diözesen Deutschlands (VDD), der Rechtsträger der Deutschen Bischofskonferenz, bekannt, im Rahmen ihrer Haushaltsrevision Pax Christi künftig in die Kategorie C = „überdiözesan nicht förderungswürdig“ einzustufen. Der Zuschuss aus Kirchensteuermitteln, der zuletzt rund 20 Prozent der Einnahmen von Pax Christi ausmachte, entfällt damit ab 2018.
Im Oktober 2021 kritisierte Pax Christi, wie auch andere Friedensorganisationen, den Großen Zapfenstreich zum Ende des Afghanistan-Einsatzes der Deutschen Bundeswehr, der am 13. Oktober 2021 vor dem Reichstagsgebäude in Berlin abgehalten wurde, da der Aufmarsch vor dem historischen Parlamentsgebäude „fatale Bilder“ erzeugt habe, die schlimme Assoziationen an den Zweiten Weltkrieg und die Zeit des Nationalsozialismus geweckt hätten. Den dabei intonierten Choral „Ich bete an die Macht der Liebe, die sich in Jesus offenbart“ bemängelte Pax-Christi-Generalsekretärin Christine Hoffmann als Instrumentalisierung der christlichen Glaubensbotschaft. Bischof Peter Kohlgraf erklärte als Pax-Christi-Präsident, er unterstütze die Kritik am Großen Zapfenstreich: „Wir brauchen eine ernsthafte Diskussion über solche Rituale, ihre Wirkung und Bedeutung.“
Nach einer Ergänzungswahl im Oktober 2024 besteht der Bundesvorstand der deutschen Sektion aus Bischof Peter Kohlgraf als Präsident, Birgit Wehner als Bundesvorsitzender und Gerold König als Bundesvorsitzendem. Die Position des Geistlichen Beirats ist zurzeit vakant. Esther Mydla ist seit 2023 Generalsekretärin. Es bestehen folgende Kommíssionen: Christlich-Muslimischer Dialog, Friedensdienste, Friedenspolitik, Nahost, Rüstungsexport, Solidarität Eine Welt und Zentralafrika.

### Präsidenten

#### Internationale Präsidenten
- ab 1944 Pierre-Marie Théas, Bischof von Lourdes
- 1950 Kardinal Maurice Feltin, Erzbischof von Paris
- 1965 Kardinal Bernard Alfrink, Erzbischof von Utrecht
- 1975 Luigi Bettazzi, Bischof von Ivrea (Italien)
- 1985 Kardinal Franz König, Erzbischof von Wien
- 1990 Kardinal Godfried Danneels, Erzbischof von Brüssel
- 1999 Michel Sabbah, lat. Patriarch von Jerusalem
- 2007 Laurent Monsengwo Pasinya, Erzbischof von Kinshasa (Kongo), Marie Dennis (USA)
- 2010 Kevin Patrick Dowling, CSsR, Bischof von Rustenburg (Südafrika), Marie Dennis (USA)
- 2019 Marc Stenger, Bischof von Troyes (Frankreich), Loreto Schwester Teresia Wamuyu Wachira (Kenia)[23]

#### Deutsche Präsidenten
- ab 1948 Johannes van der Velden, Bischof von Aachen
- 1954 Joseph Schröffer, Bischof von Eichstätt
- 1967 Julius Kardinal Döpfner, Erzbischof von München
- 1972 Georg Moser, (Weih-)Bischof von Rottenburg
- 1981 Walther Kampe, Weihbischof in Limburg
- 1985 Karl Braun, Bischof von Eichstätt
- 1987 Hermann Josef Spital, Bischof von Trier
- 2002 Heinz Josef Algermissen, Bischof von Fulda
- 2019 Peter Kohlgraf, Bischof von Mainz

#### Französischer Präsident
- Marc Stenger, Bischof von Troyes

## Aktivitäten einzelner Gruppen
- Die Pax-Christi-Bistumsstelle Augsburg betreibt das Friedensmuseum friedens räume im Stadtteil Bad Schachen von Lindau/Bodensee.
- Die Gruppe Pax Christi Kevelaer (e. V.) unterhält ein Archiv zur Geschichte und Spiritualität katholischer Friedensbewegungen im 20. Jahrhundert.

## Auszeichnungen
- UNESCO-Preis für Friedenserziehung 1983

## Mitgliedschaft
- im Forum Ziviler Friedensdienst
- im Deutschen Initiativkreis für das Verbot von Landminen
- in der Ökumenischen Friedensdekade
- im globalisierungskritischen Netzwerk attac
- in der Zentralstelle für Recht und Schutz der Kriegsdienstverweigerer aus Gewissensgründen
- in der Aktion Aufschrei
- in der Kooperation Palästina/Israel (KOPI)

### Wichtige päpstliche Enzykliken zum Völkerfrieden
- Pacem, Dei munus pulcherrimum, Benedikt XV. 1920
- Ubi arcano Dei, Pius XI. 1922
- Summi pontificatus, Pius XII. 1939
- Pacem in terris, Johannes XXIII., 1963
- Populorum progressio, Paul VI., 1967
- Sollicitudo rei socialis, Johannes Paul II., 1987/88[24]

Von Bedeutung sind auch zahlreiche weitere Schreiben und Ansprachen der genannten Päpste, insbesondere die Weihnachtsansprachen Pius’ XII. 1939–1945, die Friedensbotschaft Johannes’ XXIII. von 1961, die Ansprachen und Botschaften zum jeweiligen Weltfriedenstag seit 1968, überdies je eine UNO-Ansprache des Papstes in den Jahren 1965, 1979, 1995, 2008 und das Konzilsdokument Gaudium et spes sowie Kundgebungen des päpstl. Rates Iustitia et Pax.